# Israel von Stolin
Israel von Stolin (* 14. November 1869 als Israel Perlow in Stolin; † 4. Oktober 1921 in Bad Nauheim) war ein chassidischer Rabbiner und Mystiker.

## Leben und Werk

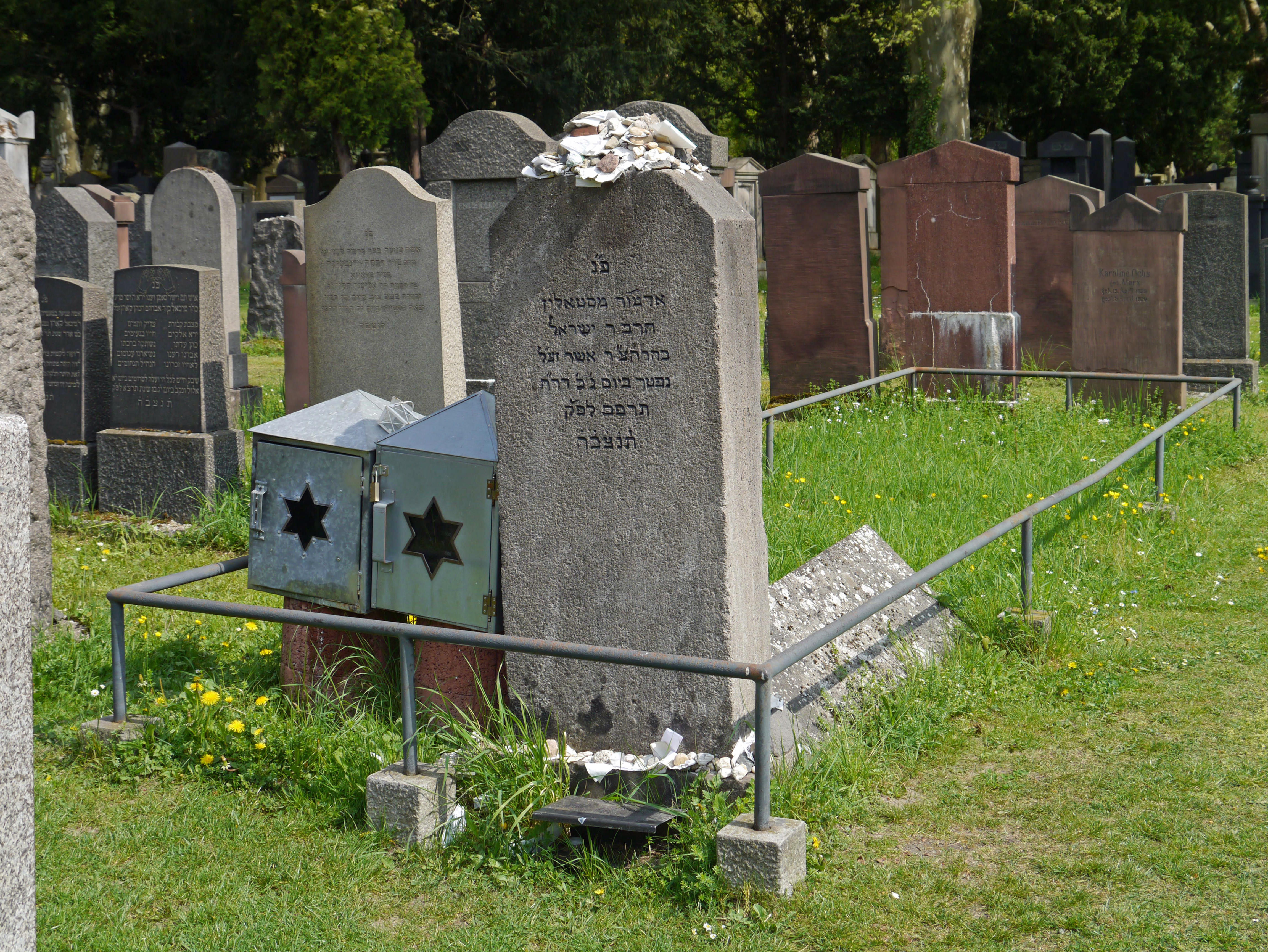
Das Grab auf dem Alten Jüdischen Friedhof an der Rat-Beil-Straße in Frankfurt am Main

Israel Perlow wurde als Sohn einer bekannten chassidischen Rabbiner-Familie 1869 in Stolin im damaligen Ansiedlungsrayon geboren. Das Städtchen Stolin im heutigen Belarus, nahe der Grenze zur Ukraine, galt lange Zeit als Zentrum jüdischer Gelehrsamkeit in dieser Region. Nachdem im Alter von vier Jahren innerhalb kurzer Zeit sein Großvater und Vater starben, wurde er bereits zu diesem Zeitpunkt zum zukünftigen Zaddik bestimmt. Im Alter von 13 Jahren wurde ihm dieser Titel nach seiner Bar Mitzwa offiziell übertragen. Israel Perlow wirkte weiter in dem Städtchen Stolin wie seine Vorfahren bereits auch. Stolin galt bereits zu Lebzeiten als Wunderrabbi und wurde entsprechend von seinen Anhängern verehrt. Zwei seiner sechs Söhne aus der Ehe mit Rebekka Friedmann haben den Holocaust überlebt.
Bei einem Kuraufenthalt im hessischen Bad Nauheim, welches er auf Grund eines Herzleidens aufsuchte, verstarb Perlow überraschend. Er wurde auf dem Jüdischen Friedhof Rat-Beil-Straße in Frankfurt am Main beerdigt.
Das Grab Israel von Stolins ist heute ein viel besuchter Ort der Verehrung, den fromme Juden aus der ganzen Welt aufsuchen, um dort zu beten und Zettel (Kwittlech) mit ihren Wünschen abzulegen.
In den Schriften der chassidischen Juden wird Israel von Stolin auch als „der Frankfurter“ bezeichnet.